# SCC中洲控股中心
SCC中洲控股中心 (英文: SCC Zhongzhou Holdings Financial Center) ，曾用名深圳深长城中心，是一栋位于中国广东省深圳市南山区的超高层摩天大楼，高度为301米 (994英尺)。

## 历史
该项工程于2009年启动，2014年封顶。中州控股中心是一栋商业写字楼混合使用大楼，包括一个拥有340个客房和一个巨大高层中庭的万豪酒店。从大楼的外面可以清晰地看到酒店的中庭。

## 位置
中州控股中心位于南山区CBD，深圳地铁后海站的步行距离之内。临近的建筑包括腾讯滨海大厦、深圳湾体育中心、深圳湾一号、深圳华润集团总部大厦和海岸城。